# میر محمد تپه
میر محمد تپه مربوط به دوره ساسانیان - سده‌های اولیه دوران‌های تاریخی پس از اسلام است و در شهرستان کبودرآهنگ، بخش مرکزی، دهستان راهب، ۳۰۰ متری غرب روستای اورقین واقع شده و این اثر در تاریخ ۳۰ بهمن ۱۳۸۶ با شمارهٔ ثبت ۲۱۲۰۲ به‌عنوان یکی از آثار ملی ایران به ثبت رسیده است.